# Нижнє Асаново
Нижнє Аса́ново (рос. Нижнее Асаново) — село у складі Алнаського району Удмуртії, Росія.

## Населення
Населення — 740 осіб (2010; 758 в 2002 (373 особи в селі Нижнє Асаново, 385 осіб у присілку Верхнє Асаново)).
Національний склад станом на 2002 рік:
- удмурти — 87 % у селі Нижнє Асаново, 96 % у присілку Верхнє Асаново

## Історія
В 1796 році в Єлабузькові повіті Вятської губернії була утворена Асановська волость з центром у селі Верхнє Асаново. Пізніше волосний центр переноситься в село Алнаші і називається Алнаська. За даними ревізії 1859 року в селі Мала Шудья (стара назва села Нижнє Асаново) проживало 253 особи в 39 дворах, працював млин. В цей же час в селі Верхнє Асаново проживало 347 осіб в 54 дворах, також працював млин. В 1878 році в селі Нижнє Асаново відкрилась дерев'яна Христоріздвяна церква, але вона згоріла в 1890 році. В 1893 році починається будівництво кам'яного храму, який був закінчений в 1899 році. В 1937 році згідно з постановою президії ЦВК Удмуртської АРСР церква закривається.
2004 року постановою уряду Удмуртії село Верхнє Асаново було приєднане до Нижнього.

## Вулиці[4]
- вулиці — Гагаріна, Джерельна, Зарічна, Крилова, Курченко, Мельникова, Молодіжна, Радянська
- провулки — Лісовий, Садовий